# Michel Lagueyrie
 (juin 2009).
Michel Lagueyrie est un comédien et humoriste français né le 17 novembre 1949.

## Biographie
Après le conservatoire de Paris, il fut révélé au grand public par l'émission télé : Théâtre de Bouvard, et l'écriture des Leeb show.
Au théâtre, il crée plusieurs one-man-show dont il est l'auteur : Rouleur à la Gaîté Montparnasse, Voyeur à l'Olympia et au théâtre Marigny, Seul en chaîne au Café de la Gare.
Il est également l'interprète de Lapin lapin sous la direction de Beno Besson au Théâtre de la Porte-Saint-Martin et de Un fil à la patte de Feydeau mise en scène d'Alain Sachs au Théâtre de la Porte Saint-Martin et en 2007 au Théâtre de Paris.
En septembre 2008, il joue dans Les Deux Canards de Tristan Bernard, au Théâtre Antoine, aux côtés d'Isabelle Nanty et Yvan Le Bolloc'h.
Au cinéma, il joue dans : La Belle Verte, Chaos, Saint-Jacques… La Mecque de Coline Serreau, Mariage de Valérie Guignabodet, Dialogue avec mon jardinier de Jean Becker et Enfin veuve d'Isabelle Mergault.
Depuis 2012, il écrit aussi des fictions radiophoniques pour l'émission Nuits noires de Patrick Liégibel sur France Inter.

## Filmographie

### Cinéma
- 1996 : La Belle Verte de Coline Serreau
- 1998 : Quasimodo d'El Paris de Patrick Timsit
- 2001 : Chaos de Coline Serreau
- 2003 : Mariages ! de Valérie Guignabodet
- 2005 : Saint-Jacques... La Mecque de Coline Serreau
- 2006 : Dialogue avec mon jardinier de Jean Becker
- 2007 : Enfin veuve d'Isabelle Mergault
- 2014 : Couleur locale de Coline Serreau et Samuel Tasinaje
- 2015 : La Vie très privée de Monsieur Sim de Michel Leclerc : Le dentiste

### Télévision
- 1998 : Le Sélec (série télé) de Jean-Claude Sussfeld
- 1998 : Marceeel !!!, téléfilm d'Agnès Delarive - Le patron du café
- 2000 :  L'Avocate, épisode : Les fruits de la haine  - Me Paillière
- 2001 : L'emmerdeuse, épisode Les caprices de l'amour de Michaël Perrotta
- 2001 : Les Cordier, juge et flic, épisode #9.4 : Menace sur la ville de Jean-Denis Robert - Inspecteur Drire
- 2002 : Navarro, épisode #14.6 : Sur ma vie de Patrick Jamain - L'homme au chien
- 2002 : Maternité, épisode Métissage de Didier Albert
- 2002 : Affaires familiales d'Alain Sachs
- 2002 : Flicosophes
- 2002 : PJ - épisode #6.11 : Couples de Gérard Vergez - Denard
- 2002 : Brigade des mineurs de Miguel Courtois
- 2002 : Vérité oblige, épisode Belle de nuit de Stéphane Kappes
- 2003 : L'Aubaine, téléfilm d'Aline Issermann - Le maire
- 2005 : Le Triporteur de Belleville de Stéphane Kurc - M. Brun
- 2005 : Maigret - Maigret et l'étoile du Nord de Charles Nemes - Ludovic Larrieu
- 2006 : Le Grand Charles - épisode #1.1 de Bernard Stora
- 2009 : RIS police scientifique - épisode #4.11 : Nuit blanche de Jérôme Navarro - Garban / Lemoine
- 2015 : Pierre Brossolette ou les passagers de la lune, téléfilm de Coline Serreau - Le capitaine de la Ferme

## Émissions de télévision
- Les Comiques associés, TF1
- Comic Palace, FR3
- Le parti d'en rire, TV Luxembourgeoise et Belge
- Le théâtre de Bouvard, A2
- Mythfolies, Canal +
- Trois jours pour gagner de Henri Stolline, FR3
- Leeb show au Grand Hôtel de Michel Berny

## Théâtre
- La baleine ventriloque (One man show à la Vieille Grille)
- Omajakeno de Raymond Queneau, par  Eve Griliquez (Festival d’Avignon)
- La baleine blanche qui rit jaune (Théâtre des Quatre Cent Coups)
- Rouleur (One Man Show par Jean-Paul Rolin, 250 représentations, Festival de Pully-Lausanne, Prix de la création, Théâtre de la Gaité Montparnasse, Café de la Gare)
- Rouleur (Tournée, 200 villes en France, Belgique, Suisse, Québec, Festival du Café-Théâtre de Cannes, Printemps de Bourges)
- Voyeur (One Man Show par Jean-Paul Rolin, Olympia, Petit Marigny)
- Seul en chaîne (One Man Show, 150 représentations au Café de la Gare et Tournée)
- Ma famille disjoncte (One Man Show de Philippe Ferran, Théâtre du Grand Edgar et Tournée, 100 représentations)
- Par les temps qui courent de Philippe Ferran et Michel Lagueyrie
- 1996 : Lapin lapin de Coline Serreau, mise en scène Benno Besson, Théâtre de la Porte-Saint-Martin
- 1997 : Lapin lapin de Coline Serreau, mise en scène Benno Besson, Théâtre des Célestins, tournée
- 1999 : Un fil à la patte de Georges Feydeau, mise en scène Alain Sachs, Théâtre de la Porte-Saint-Martin
- 2008 : Les Deux Canards de Tristan Bernard et Alfred Athis, mise en scène Alain Sachs, Théâtre Antoine
- 2009 : Les Deux Canards de Tristan Bernard et Alfred Athis, mise en scène Alain Sachs, Théâtre Antoine
- 2013 : Calamity Jane de Jean-Noël Fenwick, mise en scène Alain Sachs
- 2013 : Les Cancans de Goldoni, mise en scène Stéphane Cottin
- 2013-2015 : Thé à la menthe ou t'es citron, mise en scène Patrick Haudecoeur

## Radio
- Le syndrome de ma sœur quand la caravane passe, Émission sur Europe 1 avec Philippe Gildas (tous les dimanches pendant un an)
- Le Fou du roi, Émission sur France Inter avec Stéphane Bern
- Au bout de la langue, Émission hebdomadaire de France Inter avec William Leymergie